# Mariamne (Hardy)
Pour les articles homonymes, voir Mariamne.
Mariamne est une tragédie en cinq actes et en vers d'Alexandre Hardy, probablement représentée en 1610 et publiée en 1625.

## Personnages
- L'ombre d'Aristobule
- Hérode
- Mariamne
- Phérore
- Salomé
- Sohesmes
- Nourrice
- Prévôt
- Échanson
- Messager
- Eunuque
- Page

L'action se déroule dans Jérusalem.

## Représentations et publication
Mariamne aurait été représentée en 1610. Le second volume du Théâtre d'Alexandre Hardy est publié en 1625, contenant Achille, Coriolan, Cornélie, Arsacome, Mariamne et Alcée.

## Postérité
Mariamne d'Alexandre Hardy sert de modèle pour La Mariane de Tristan L'Hermite, créée au printemps 1636 au théâtre du Marais.

### Édition moderne
- Charles Mazouer et al., Alexandre Hardy : Théâtre complet, t. II, Paris, Classiques Garnier, coll. « Bibliothèque du théâtre français » (no 29), 2015, 839 p. (ISBN 978-2-8124-3456-3), p. 531-653

### Monographies
- Eugène Rigal, Alexandre Hardy et le théâtre français à la fin du XVIe siècle et au commencement du XVIIe siècle, Paris, Librairie Hachette, 1889, 715 p. (lire en ligne)
- Napoléon-Maurice Bernardin, Un Précurseur de Racine : Tristan L'Hermite, sieur du Solier (1601-1655), sa famille, sa vie, ses œuvres, Paris, Alphonse Picard, 1895, XI-632 p. (lire en ligne)